# Sziget Fesztivál 2016
2016. augusztus 10. és 16. között 24. alkalommal kerül megrendezésre a Sziget Fesztivál.

## Fellépők
Augusztus 10.
- Pulsinger & Irl
- Die Antwoord
- Skunk Anansie
- Bin-Jip
- Budapest Bár
- Magashegyi Underground
- Spanish Wax
- Szabó Balázs Bandája
- Tale Of Us
- Woo York
- Marky Ramone's Blitzkrieg

Augusztus 11.
- Parov Stelar
- Kevin Luke
- MØ
- Jake Bugg
- Naughty Boy
- Afrojack
- Rico & Sticks
- Datsik
- DJ Radnai
- Intim Torna Illegál
- Ivan & The Parazol
- Middlemist Red
- Punnany Massif
- Swamp
- Boys Noize
- Mind Against
- Barbados
- Ilaria Graziano, Francesco Forni
- Teapot Industries
- Buika
- Movits!
- DJ Sliink
- Rihanna
- Rupa & The April Fishes
- The Martinez Brothers
- Travis Scott

Augusztus 12.
- AVEC
- Bastille
- Boddika
- John Newman
- Sasha
- UNKLE
- Yiddish Twist Orchestra
- Jain
- Bombay
- Kovacs
- Rilan & The Bombardiers
- Anna and the Barbies
- Baron Mantis
- Hiperkarma
- Margaret Island
- Psycho Mutants
- Quimby
- The Picard
- DJ Gypsy Box
- &ME
- AYKU
- Django Lassi
- Isolation Berlin
- K.I.Z.
- Bugo
- Enzo Avitabile & Bottari + Scorribanda
- I Ministri
- Vinai
- Manu Chao La Ventura
- Goran Bregović Wedding and Funeral Band
- Brunettes Shoot Blondes

Augusztus 13.
- Bring Me The Horizon
- Muse
- Värttinä
- DJ Tagada
- Perturbator
- Soviet Suprem
- We Are Match
- Dyro
- Sharam
- Kodaline
- Róisín Murphy
- Sigur Rós
- DVBBS
- Excision
- DJ Fülöp, Lobenwein & Murak
- Dope Calypso
- Irie Maffia
- Mary Popkids
- The Biebers
- Vad Fruttik
- Molotov
- Baro Drom Orkestar
- Selton
- Leningrad
- Therr Maitz
- Groove Salvation
- Mendo
- Abu
- Ceza
- Behrouz
- Kultur Shock

Augusztus 14.
- Rachid Taha
- Oscar and the Wolf
- EN.DRU
- Bloc Party
- Wilkinson
- David Guetta
- DJ MPS Pilot
- John Coffey
- Dud Tassa & The Kuwaitis
- Sum 41
- Dzambo Agusevi Orchestra
- Babel
- Brains
- Kiscsillag
- Péterfy Bori & Love Band
- Future & Kemon
- Wellhello
- Aziza Brahim
- Johannes Heil
- Dirty Harry's Dynamite
- Landlord
- OSC2X
- Sam Paganini
- Zedd
- Thunder & Co.
- Fuckaine
- Malasañers
- Serafyn
- Queer Jane

Augusztus 15.
- Sia
- La Smala
- Palace Winter
- CHVRCHES
- DJ Scratchy
- Kaiser Chiefs
- Noel Gallagher's High Flying Birds
- Tourist
- Troyboi
- Years & Years
- Las Aves
- M83
- Lola
- Nicky Romero
- La-33
- Systema Solar
- Say Yes Dog
- 30Y
- Anima Sound System
- Cimbaliband
- Lajkó Félix feat. Óperentzia
- Maxisun
- Odett
- Tesco Disco
- Butch
- L'Orso
- Mau Mau
- The Zen Circus
- Dorisburg
- Nastia
- Carnage
- Dillon Francis
- The Neighbourhood

Augusztus 16.
- Parkway Drive
- La Cafeteria Roja
- Bullet For My Valentine
- Crystal Castles
- Demi
- Hackney Colliery Band
- Jess Glynne
- John Digweed
- Max Cooper
- The Last Shadow Puppets
- Deluxe
- Les Hurlements d'Léo
- PhotØgraph
- Woodbell
- Hardwell
- La Dame Blanche
- Bëlga
- Müller Péter Sziámi and Friends
- Palotai
- Pannonia Allstars Ska Orchestra
- Tudósok
- Die Nerven
- DJ Robert Soko
- Aurora
- Salmo
- Sofia Brunetta
- Fanfare Ciocarlia
- Golan
- Satellites
- Fidlar
- The Lumineers